# Олимпийская сборная беженцев на летних Олимпийских играх 2024
Олимпийская сборная беженцев на летних Олимпийских играх 2024 года была представлена 37 спортсменами в 12 видах спорта. Для попадания в данную сборную спортсмены должны были иметь высокие спортивные результаты, а также наличие статуса беженца, подтверждённого ООН. Выступали олимпийцы-беженцы под олимпийским флагом.
Знаменосцами команды беженцев на церемонии открытия были выбраны тхэквондист Яхья Аль-Готани и боксёрша Синди Нгамба.

## Медали
Синди Нгамба, выступавшая в соревнованиях по боксу в категории до 75 кг, завоевала бронзовую медаль, став таким образом первым в истории олимпийской команды беженцев призёром Игр.

| Бронза |              |                          |           |
| №      | Спортсмены   | Вид спорта (дисциплина)  | Дата      |
| 1      | Синди Нгамба | Бокс (до 75 кг, женщины) | 4 августа |

| Медали по видам спорта | Медали по видам спорта | Медали по видам спорта | Медали по видам спорта | Медали по видам спорта |
| ---------------------- | ---------------------- | ---------------------- | ---------------------- | ---------------------- |
| Вид спорта             | 1                      | 2                      | 3                      | Итого                  |
| Бокс                   | 0                      | 0                      | 1                      | 1                      |

## Состав сборной
2 мая 2024 года Международный олимпийский комитет объявил о том, что за олимпийскую сборную беженцев на Играх в Париже выступят 36 спортсменов; позднее это число увеличилось до 37. 14 из 37 спортсменов являлись выходцами из Ирана. Главой миссии была назначена участница Олимпиады 2020 года от команды беженцев Масома Али Зада.
| Спортсмен                | Страна           | Место проживания | Вид спорта                  | Дисциплина                              |
| ------------------------ | ---------------- | ---------------- | --------------------------- | --------------------------------------- |
| Дорса Яваривафа          | Иран             | Великобритания   | Бадминтон                   | одиночный разряд, женщины               |
| Омид Ахмадисафа          | Иран             | Германия         | Бокс                        | до 51 кг, мужчины                       |
| Синди Нгамба             | Камерун          | Великобритания   | Бокс                        | до 75 кг, женщины                       |
| Иман Махдави             | Иран             | Италия           | Борьба                      | вольная борьба, до 74 кг, мужчины       |
| Джамал Велизаде          | Иран             | Франция          | Борьба                      | греко-римская борьба, до 60 кг, мужчины |
| Манижа Талаш             | Афганистан       | Испания          | Брейкинг                    | девушки                                 |
| Амир Ансари              | Афганистан       | Швеция           | Велоспорт                   | индивидуальная гонка, мужчины           |
| Эйеру Тесфоам Гебру      | Эфиопия          | Франция          | Велоспорт                   | групповая гонка, женщины                |
| Амир Резанеджад          | Иран             | Германия         | Гребля на байдарках и каноэ | слалом, каноэ-одиночки, мужчины         |
| Фернандо Хорхе           | Куба             | США              | Гребля на байдарках и каноэ | каноэ-одиночки, 1000 м, мужчины         |
| Саид Фазлула             | Иран             | Германия         | Гребля на байдарках и каноэ | байдарки-одиночки, 1000 м, мужчины      |
| Саман Солтани            | Иран             | Австрия          | Гребля на байдарках и каноэ | байдарки-одиночки, 500 м, женщины       |
| Мохаммад Рашнонежад      | Иран             | Нидерланды       | Дзюдо                       | до 60 кг, мужчины смешанные команды     |
| Араб Сибгатулла          | Афганистан       | Германия         | Дзюдо                       | до 81 кг, мужчины смешанные команды     |
| Аднан Ханкан             | Сирия            | Германия         | Дзюдо                       | до 100 кг, мужчины смешанные команды    |
| Муна Дахук               | Сирия            | Нидерланды       | Дзюдо                       | до 57 кг, женщины смешанные команды     |
| Нигара Шахин             | Афганистан       | Канада           | Дзюдо                       | до 63 кг, женщины смешанные команды     |
| Махбубех Барбари Зарфи   | Иран             | Германия         | Дзюдо                       | свыше 78 кг, женщины смешанные команды  |
| Дориан Келетела          | Республика Конго | Франция          | Лёгкая атлетика             | бег на 100 м, мужчины                   |
| Муса Сулиман             | Судан            | Швейцария        | Лёгкая атлетика             | бег на 800 м, мужчины                   |
| Доминик Лобалу           | Южный Судан      | Швейцария        | Лёгкая атлетика             | бег на 5000 м, мужчины                  |
| Джамаль Эйса-Мохаммед    | Судан            | Израиль          | Лёгкая атлетика             | бег на 10 000 м, мужчины                |
| Такловини Габрийесос     | Эритрея          | Израиль          | Лёгкая атлетика             | марафон, мужчины                        |
| Мохаммад Альсалами       | Сирия            | Германия         | Лёгкая атлетика             | прыжки в длину, мужчины                 |
| Перина Наканг            | Южный Судан      | Кения            | Лёгкая атлетика             | бег на 800 метров, женщины              |
| Фарида Абароге           | Эфиопия          | Франция          | Лёгкая атлетика             | бег на 1500 метров, женщины             |
| Алаа Масо                | Сирия            | Германия         | Плавание                    | 50 м вольным стилем, мужчины            |
| Матин Бальсини           | Иран             | Великобритания   | Плавание                    | 200 м баттерфляем, мужчины              |
| Франсиско Эдилио Сентено | Венесуэла        | Мексика          | Стрельба                    | пневмат. пистолет, 10 м, мужчины        |
| Луна Соломон             | Эритрея          | Швейцария        | Стрельба                    | пневмат. винтовка, 10 м, женщины        |
| Хади Тиранвалипур        | Иран             | Италия           | Тхэквондо                   | до 58 кг, мужчины                       |
| Яхья Аль-Готани          | Сирия            | Иордания         | Тхэквондо                   | до 68 кг, мужчины                       |
| Фарзад Мансури           | Афганистан       | Великобритания   | Тхэквондо                   | до 80 кг, мужчины                       |
| Касра Мехдипурнежад      | Иран             | Германия         | Тхэквондо                   | свыше 80 кг, мужчины                    |
| Дина Пурюнес             | Иран             | Нидерланды       | Тхэквондо                   | до 49 кг, женщины                       |
| Рамиро Мора Ромеро       | Куба             | Великобритания   | Тяжёлая атлетика            | до 102 кг, мужчины                      |
| Екта Джамали             | Иран             | Германия         | Тяжёлая атлетика            | до 81 кг, женщины                       |

## Результаты соревнований

### Бадминтон
Для участия в турнире бадминтонистов МОК была заявлена бывшая иранская спортсменка Дорса Яваривафа.
Женщины
| Спортсмен       | Категория        | Групповой этап              | Групповой этап            | Групповой этап | 1/8 финала            | Четвертьфинал         | Полуфинал             | Финал                 | Место                 |
| Спортсмен       | Категория        | Соперник Результат          | Соперник Результат        | Место          | Соперник Результат    | Соперник Результат    | Соперник Результат    | Соперник Результат    | Место                 |
| --------------- | ---------------- | --------------------------- | ------------------------- | -------------- | --------------------- | --------------------- | --------------------- | --------------------- | --------------------- |
| Дорса Яваривафа | одиночный разряд | Группа I                    | Группа I                  | Группа I       | завершила выступление | завершила выступление | завершила выступление | завершила выступление | завершила выступление |
| Дорса Яваривафа | одиночный разряд | SGPЯн Цзя Минь П 7:21, 8:21 | MRIК. Лудик П 5:21, 11:21 | 3              | завершила выступление | завершила выступление | завершила выступление | завершила выступление | завершила выступление |

### Бокс
Первую путёвку от сборной беженцев на соревнования по боксу на Играх в Париже завоевала родившаяся в Камеруне Синди Нгамба, финишировав в топ-2 в своей весовой категории на 1-м отборочном турнире. Позднее МОК анонсировал, что помимо Нгамба от беженцев на Олимпиаде выступит также выходец из Ирана кикбоксёр Омид Ахмадисафа.
Мужчины
| Спортсмен       | Категория | 1/16 финала        | 1/8 финала           | Четвертьфинал        | Полуфинал            | Финал                | Место                |
| Спортсмен       | Категория | Соперник Результат | Соперник Результат   | Соперник Результат   | Соперник Результат   | Соперник Результат   | Место                |
| --------------- | --------- | ------------------ | -------------------- | -------------------- | -------------------- | -------------------- | -------------------- |
| Омид Ахмадисафа | до 51 кг  | USAР. Хилл П 0:5   | завершил выступление | завершил выступление | завершил выступление | завершил выступление | завершил выступление |

Женщины
| Спортсмен    | Категория | 1/16 финала        | 1/8 финала         | Четвертьфинал      | Полуфинал          | Финал                 | Место |
| Спортсмен    | Категория | Соперник Результат | Соперник Результат | Соперник Результат | Соперник Результат | Соперник Результат    | Место |
| ------------ | --------- | ------------------ | ------------------ | ------------------ | ------------------ | --------------------- | ----- |
| Синди Нгамба | до 75 кг  | Не проводится      | CANТ. Тибо В 3:2   | FRAД. Мишель В 5:0 | PANА. Билон П 1:4  | завершила выступление | 3     |

### Борьба
Сборную беженцев в борьбе на Олимпиаде 2024 представили два бывших иранца — Джамал Велизаде и Иман Махдави.
Мужчины
Вольная борьба
| Спортсмен    | Категория | 1/16 финала              | 1/8 финала           | Четвертьфинал        | Полуфинал            | Финал                | Место |
| Спортсмен    | Категория | Соперник Результат       | Соперник Результат   | Соперник Результат   | Соперник Результат   | Соперник Результат   | Место |
| ------------ | --------- | ------------------------ | -------------------- | -------------------- | -------------------- | -------------------- | ----- |
| Иман Махдави | до 74 кг  | SRBХ. Цаболов П 0:4 (ST) | завершил выступление | завершил выступление | завершил выступление | завершил выступление | 17    |

Греко-римская борьба
| Спортсмен       | Категория | 1/16 финала               | 1/8 финала           | Четвертьфинал        | Полуфинал            | Финал                | Место |
| Спортсмен       | Категория | Соперник Результат        | Соперник Результат   | Соперник Результат   | Соперник Результат   | Соперник Результат   | Место |
| --------------- | --------- | ------------------------- | -------------------- | -------------------- | -------------------- | -------------------- | ----- |
| Джамал Велизаде | до 60 кг  | UZBИ. Бахромов П 0:4 (ST) | завершил выступление | завершил выступление | завершил выступление | завершил выступление | 17    |

### Брейкинг
От олимпийской сборной беженцев на соревнованиях по брейкингу выступила бывшая афганская би-гёрл Манижа Талаш.
Во время своего выступления в предварительном отборочном раунде на Талаш была надета накидка с надписью «Free Afghan Women» (в переводе с англ. — «Свободу афганским женщинам»). Талаш проиграла поединок предварительного раунда и завершила выступление на Играх, однако позднее её результат и вовсе был аннулирован, а сама би-гёрл дисквалифицирована за демонстрацию политического лозунга, что является нарушением правила 50 Олимпийской хартии.
Девушки
| Спортсмен    | Предварительный раунд  | Групповой этап        | Групповой этап        | Групповой этап        | Групповой этап        | Четвертьфинал         | Полуфинал             | Финал                 | Место                 |
| Спортсмен    | Соперник Результат     | Соперник Результат    | Соперник Результат    | Соперник Результат    | Место                 | Соперник Результат    | Соперник Результат    | Соперник Результат    | Место                 |
| ------------ | ---------------------- | --------------------- | --------------------- | --------------------- | --------------------- | --------------------- | --------------------- | --------------------- | --------------------- |
| Манижа Талаш | NEDИ. Сарджо П 0:3 DSQ | завершила выступление | завершила выступление | завершила выступление | завершила выступление | завершила выступление | завершила выступление | завершила выступление | завершила выступление |

### Велоспорт

#### Шоссейный велоспорт
Мужчины
| Спортсмен   | Соревнование                              | Время    | Место |
| ----------- | ----------------------------------------- | -------- | ----- |
| Амир Ансари | индивидуальная гонка с раздельным стартом | 40:26,14 | 30    |

Женщины
| Спортсмен           | Соревнование    | Время | Место |
| ------------------- | --------------- | ----- | ----- |
| Эйеру Тесфоам Гебру | групповая гонка | DNF   | DNF   |

### Водные виды спорта

#### Плавание
Право на участие в соревнованиях по плаванию от сборной беженцев получили Алаа Масо (уроженец Сирии) и Матин Бальсини (уроженец Ирана).
Мужчины
| Спортсмен      | Дистанция           | Предварительный раунд | Предварительный раунд | Предварительный раунд | Полуфинал            | Полуфинал            | Полуфинал            | Финал                | Финал                |
| Спортсмен      | Дистанция           | Заплыв                | Результат             | Место                 | Заплыв               | Результат            | Место                | Результат            | Место                |
| -------------- | ------------------- | --------------------- | --------------------- | --------------------- | -------------------- | -------------------- | -------------------- | -------------------- | -------------------- |
| Алаа Масо      | 50 м вольным стилем | 5                     | 23,90                 | 47                    | завершил выступление | завершил выступление | завершил выступление | завершил выступление | завершил выступление |
| Матин Бальсини | 200 м баттерфляем   | 1                     | 2:00,77               | 26                    | завершил выступление | завершил выступление | завершил выступление | завершил выступление | завершил выступление |

### Тхэквондо
От олимпийской сборной беженцев на турнир по тхэквондо были заявлены бывший сириец Яхья Аль-Готани, уроженец Афганистана Фарзад Мансури, а также три выходца из Ирана — Хади Тиранвалипур, Касра Мехдипурнежад и Дина Пурюнес.
Изначально от сборной беженцев на Игры отобрались Алиреза Аббаси, дошедший до полуфинала отборочного азиатского турнира, и Кимия Ализаде, полуфиналистка отборочного европейского турнира. Позднее оба спортсмена не смогли представить команду беженцев на Олимпиаде: Ализаде получила гражданство Болгарии и выступала на Играх под болгарским флагом, а квота Аббаси была отклонена МОК — его заменил Яхья Аль-Готани.
Мужчины
| Спортсмен           | Категория   | Предварительный раунд       | Четвертьфинал             | Полуфинал            | Финал                | Место |
| Спортсмен           | Категория   | Соперник Результат          | Соперник Результат        | Соперник Результат   | Соперник Результат   | Место |
| ------------------- | ----------- | --------------------------- | ------------------------- | -------------------- | -------------------- | ----- |
| Хади Тиранвалипур   | до 58 кг    | PLEО. Ясер П 3:4, 0:5       | завершил выступление      | завершил выступление | завершил выступление | 17    |
| Яхья Аль-Готани     | до 68 кг    | HKGЛо Вай Фун П 0:14, 4:16  | завершил выступление      | завершил выступление | завершил выступление | 17    |
| Фарзад Мансури      | до 80 кг    | Не участвовал               | USAК. Николас П 7:10, 1:3 | завершил выступление | завершил выступление | 11    |
| Касра Мехдипурнежад | свыше 80 кг | PNGГ. Мара В 3:4, 6:0, 15:2 | CIVШ. Сиссе П 1:6, 1:13   | завершил выступление | завершил выступление | 11    |

Женщины
| Спортсмен    | Категория | Предварительный раунд | Четвертьфинал         | Полуфинал                 | Финал                 | Место |
| Спортсмен    | Категория | Соперник Результат    | Соперник Результат    | Соперник Результат        | Соперник Результат    | Место |
| ------------ | --------- | --------------------- | --------------------- | ------------------------- | --------------------- | ----- |
| Дина Пурюнес | до 49 кг  | Не участвовала        | CHNГу Цин П 4:5, 0:12 | Утешительный турнир       | Утешительный турнир   | 7     |
| Дина Пурюнес | до 49 кг  | Не участвовала        | CHNГу Цин П 4:5, 0:12 | TURМ. Динчел П 4:13, 1:13 | завершила выступление | 7     |

### Тяжёлая атлетика
В мае 2024 года МОК объявил о том, что на соревнованиях по тяжёлой атлетике на Олимпиаде в Париже сборную беженцев представят выходец из Кубы Рамиро Мора Ромеро и уроженка Ирана Екта Джамали.
Мужчины
| Спортсмен          | Категория | Вес    | Рывок | Рывок | Рывок | Толчок | Толчок | Толчок | Всего | Место |
| Спортсмен          | Категория | Вес    | 1     | 2     | 3     | 1      | 2      | 3      | Всего | Место |
| ------------------ | --------- | ------ | ----- | ----- | ----- | ------ | ------ | ------ | ----- | ----- |
| Рамиро Мора Ромеро | до 102 кг | 101,90 | 161   | 166   | 168   | 201    | 206    | 210    | 376   | 7     |

Женщины
| Спортсмен    | Категория | Вес   | Рывок | Рывок | Рывок | Толчок | Толчок | Толчок | Всего | Место |
| Спортсмен    | Категория | Вес   | 1     | 2     | 3     | 1      | 2      | 3      | Всего | Место |
| ------------ | --------- | ----- | ----- | ----- | ----- | ------ | ------ | ------ | ----- | ----- |
| Екта Джамали | до 81 кг  | 80,85 | 95    | 99    | 103   | 124    | 128    | 133    | 231   | 9     |